# Erich Fitzbauer

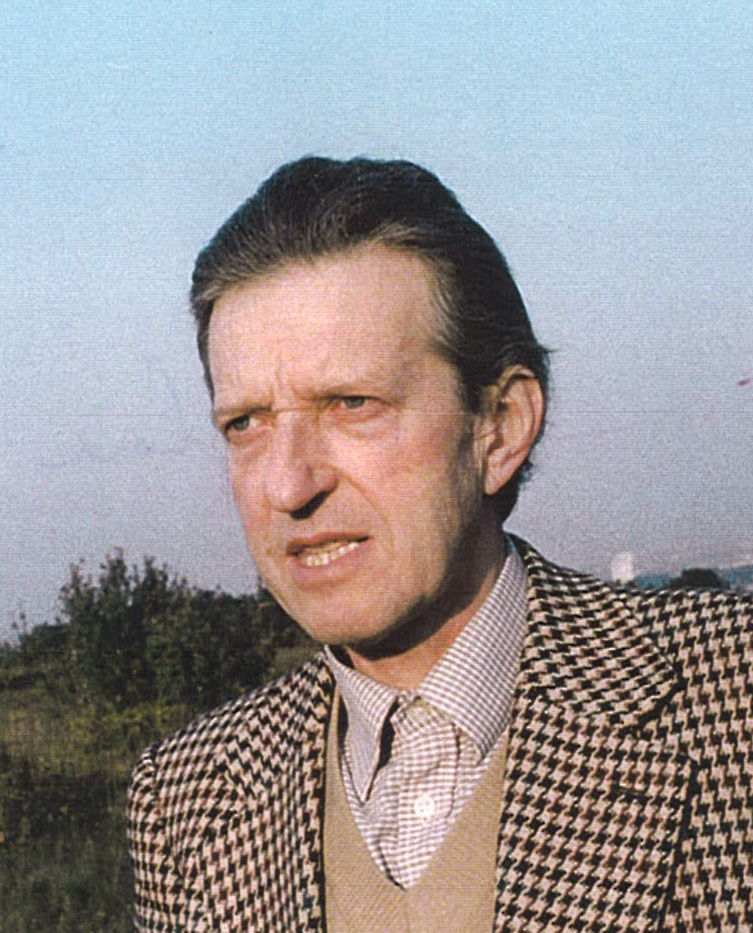
Erich Fitzbauer

Erich Fitzbauer (* 13. Mai 1927 in Wien; Pseudonym: Hieronymus Zyx) ist ein österreichischer Grafiker, Illustrator, Schriftsteller, Verleger, Drucker und Graphiksammler, der unter anderem als Begründer der Internationalen Stefan-Zweig-Gesellschaft im Jahre 1957 und als Verleger der „Edition Graphischer Zirkel“ bekannt geworden ist.

## Ausbildung und Berufstätigkeit
Seine Kindheit verlebte Fitzbauer in Wien. Am Zweiten Weltkrieg nahm er ab 1943 zunächst als Luftwaffenhelfer und in den letzten Kriegstagen noch als Infanterist teil, so dass er in sowjetische Kriegsgefangenschaft auf der Krim geriet. 1947 nahm er ein Studium der Germanistik und Psychologie an der Wiener Universität auf, das er 1952 mit dem Grad eines Magisters abschloss. Zusätzlich erlernte er den Beruf eines Buchhändlers. Von 1953 bis 1976 übte er eine Lehrtätigkeit als Professor am Hernalser Gymnasium Geblergasse in Wien aus. Daneben war er freier Mitarbeiter mehrerer in- und ausländischer Zeitschriften und Zeitungen; gelegentlich arbeitete er auch für den Österreichischen Rundfunk. Für diese lieferte er Erzählungen, Essays und Artikelserien über Literatur und bildende Kunst, insbesondere des 20. Jahrhunderts.

## Künstlerisches und verlegerisches Werk
Seit 1955 hatte Fitzbauer Kontakte zu zahlreichen Schriftstellern und Künstlern des In- und Auslands, unter anderen Peter Gan, Hans Henny Jahnn, Felix und Robert Braun, Gunter Böhmer, Robert Hammerstiel sowie Max Brod.
1957 gründete Fitzbauer in Wien die Internationale Stefan-Zweig-Gesellschaft, deren Präsident er bis 1964 war. Die Gesellschaft stellte Mitte der 1980er Jahre ihre Tätigkeit ein. 1998 wurde dann in Salzburg eine Nachfolgegesellschaft gegründet, was Fitzbauer sehr begrüßte. Seit 2008 ist er Ehrenpräsident der Gesellschaft. Dem Autor Stefan Zweig widmete er zahlreiche Ausstellungen und Publikationen, worunter sich auch Erstausgaben und Werke mit originaler Grafik befinden.
Daneben gilt den Illustratoren Hans Fronius, mit dem er ab 1958 in der Zweig-Gesellschaft zusammengearbeitet hatte, Hans Alexander Müller, Axl Leskoschek, aus dessen Nachlass er vor allem Holzschnitte publizierte, und Karl Rössing das besondere publizistische Augenmerk Fitzbauers. Langjährig war er auch befreundet mit dem österreichischen Künstler Carry Hauser. Von ihm druckte er frühe expressionistische Holz- und Linolschnitte. 1993 verfasste er ein Werkverzeichnis zum Œuvre von Stefan Eggeler und publizierte es als Band 54 der unten beschriebenen Edition Graphischer Zirkel (EGZ). Auch als Herausgeber von „Schriftbilderbüchern“ mit Faksimiles von Handschriften von Schriftstellern und bildenden Künstlern des 20. Jahrhunderts, so der vierbändigen Buchreihe „Das bewegende Wort“, wovon sich ein Band Größen des frühen Tonfilm(s) (EGZ 146) widmete, war Fitzbauer aktiv.

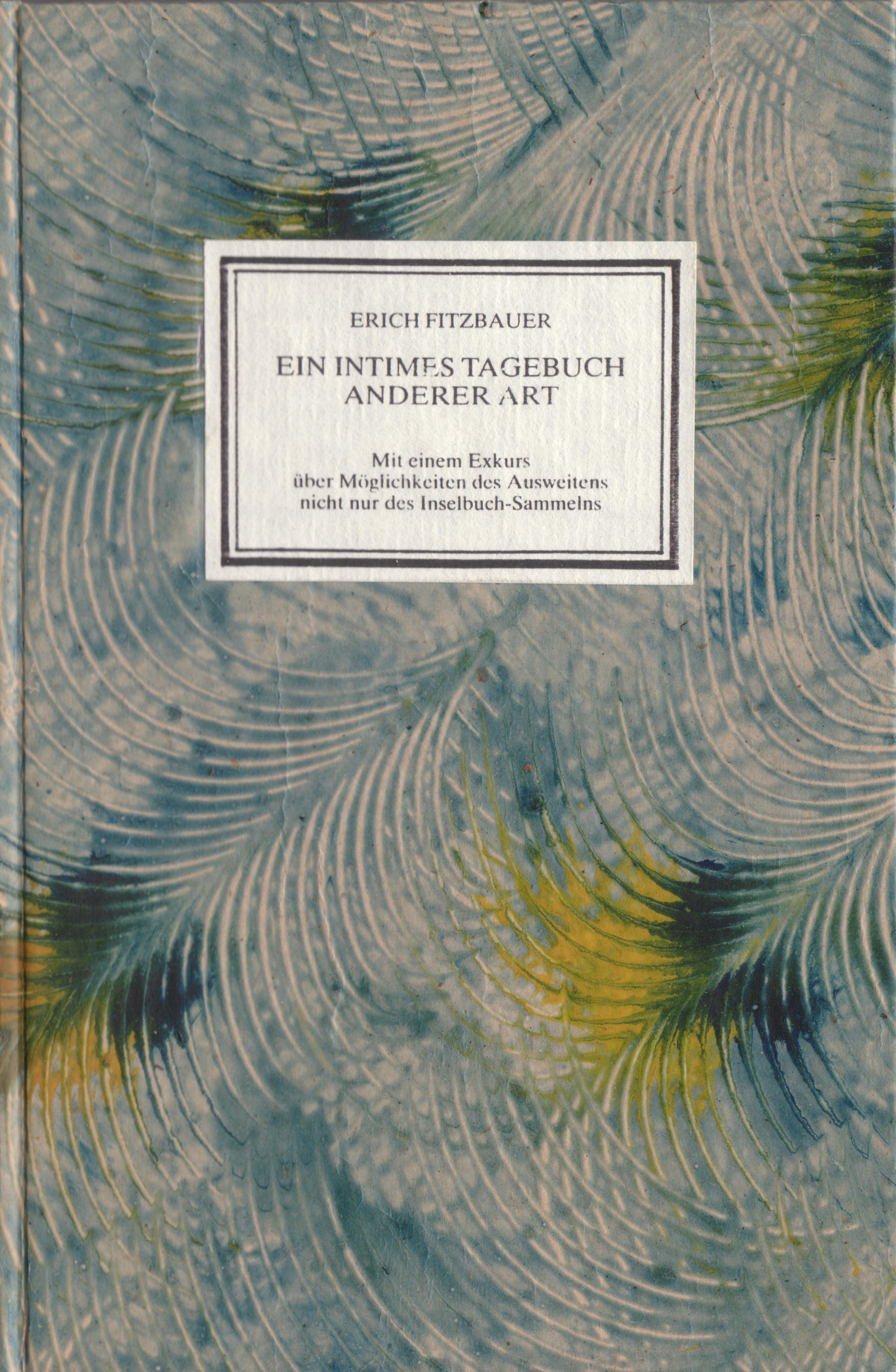
Erich Fitzbauer: Ein intimes Tagebuch anderer Art (EGZ 55)

Seit 1973, demselben Jahr, in dem er Mitglied des österreichischen PEN-Zentrums geworden war (Austritt 2000) verlegt Fitzbauer die Edition Graphischer Zirkel, die fast 200 Titel erreicht hat. Den Anstoß zu dieser Edition, bei der jede Ausgabe eine Bandnummerierung aufweist, gab die aus seiner Sicht gegebene bewusste Vernachlässigung des bibliophilen Buchs seitens der großen Verlage und seine Vorliebe für illustrierte Bücher. In ihr erscheinen in nummerierten Kleinauflagen fast ausschließlich Erstdrucke in Bild und Text, die er lektoriert und gestaltet. Zumeist sind sie auch von ihm signiert. Auch die Mehrzahl der Linolschnitte und Holzschnitte der an den Ausgaben beteiligten Künstler druckt er selbst, zumeist als Handreibungen. Das Gros der Ausgaben der Edition Graphischer Zirkel liegt in gebundenen Bänden vor, die in Format, ihrem Musterpapier und dem aufgeklebten Titelschild an die berühmte Insel-Bücherei erinnern, allerdings tragen die Titelschilder keine Nummern und wurde auf ein Rückenschild verzichtet.
Von den seit 1961 unternommenen zahlreichen Reisen Fitzbauers nach Griechenland und in andere Mittelmeerländer brachte er umfangreiche Reiseaufzeichnungen und viele Farbkreidezeichnungen mit realistischen Landschafts- und Architekturskizzen mit. Diese Reiseeindrücke publizierte er später innerhalb der EGZ als Reisebücher, wie z. B. Windrad, Mond und magischer Kreis. Griechische Impressionen. Illustrationen Karlheinz Pilcz (EGZ 1, 1973), Zikadenschrei und Eulenruf. Neue griechische Impressionen. Illustrationen Erich Fitzbauer (EGZ 4, 1977) oder Nach Macchia und Meer riecht der Wind. Griechischer Impressionen dritte Folge. Illustrationen Erich Fitzbauer (EGZ 24, 1985).
Unter dem Pseudonym „Hieronymus Zyx“ verfasst Fitzbauer seit 1978 zeitkritische und satirische Gedichte, die er, auch mit eigenen Illustrationen, in der Edition Graphischer Zirkel veröffentlicht, wie Hieronymus Zyx: Die Zaubertrommel. Gedichte in der dritten Person. Illustrationen von Gerhard Grimm (EGZ 43, 1991), Herr Zyx: Zwischen Stühlen sitzen. Gesammelte närrische Weisheiten. Illustrationen von W. Simon (EGZ 43, 1991) oder Herr Zyx reist nah – Herr Zyx reist weit. Geschichten in Gedichten. Illustrationen Erich Fitzbauer (EGZ 47, 1992).
Seiner strikt ablehnenden Haltung gegen Kernwaffen und die Atomwirtschaft verlieh Fitzbauer Ausdruck mit dem von Kurt Moldovan illustrierten Buch Strahlenfuge oder Wiederaufbereitung der Bedenken. Ein Endzeitsammelsurium, das er 1987, ein Jahr nach dem Atomunglück von Tschernobyl, veröffentlichte. 1987 erhielt Fitzbauer den Förderungspreis des Landes Niederösterreich für Literatur.
Erich Fitzbauer lebt und arbeitet seit 1991 in Eichgraben. Er war zweimal verheiratet. Aus seiner 1954 geschlossenen Ehe ging 1956 eine Tochter hervor. Seine zweite Frau Ingeborg, mit der er seit 1972 verheiratet war, ist am 28. April 2025 verstorben.

## Ausstellungen
- 1969: Formen, Formeln, Formationen. Aquarelle 1966–1968 (Österreichische Staatsdruckerei Wien)
- 1970: Imaginäre Stationen. Plakat, Druckgraphik, Gebrauchsgraphik. Kleine Galerie Wien, Wien-Josefstadt
- 1971: Galerie Alsergrund, Wien
- 1975: Galerie für Skulptur, Wien
- 1978: Bezirksamt Josefstadt, Wien
- 2007: Kunsthaus Horn (Niederösterreich)
- 2007: Literaturhaus Wien
- 2007: Niederösterreichische Landesbibliothek, St. Pölten